# Chions
Chions is een gemeente in de Italiaanse provincie Pordenone (regio Friuli-Venezia Giulia) en telt 4896 inwoners (31-12-2004). De oppervlakte bedraagt 33,5 km², de bevolkingsdichtheid is 137 inwoners per km².
De volgende frazioni maken deel uit van de gemeente: Basedo, Taiedo, Villotta, Torrate.

## Demografie
Chions telt ongeveer 1760 huishoudens. Het aantal inwoners steeg in de periode 1991-2001 met 11,5% volgens cijfers uit de tienjaarlijkse volkstellingen van ISTAT.
| Jaar | Inwoneraantal |
| ---- | ------------- |
| 1991 | 4055          |
| 2001 | 4523          |

## Geografie
De gemeente ligt op ongeveer 15 m boven zeeniveau.
Chions grenst aan de volgende gemeenten: Azzano Decimo, Cinto Caomaggiore (VE), Fiume Veneto, Pramaggiore (VE), Pravisdomini, San Vito al Tagliamento, Sesto al Reghena.